# Waterpokken

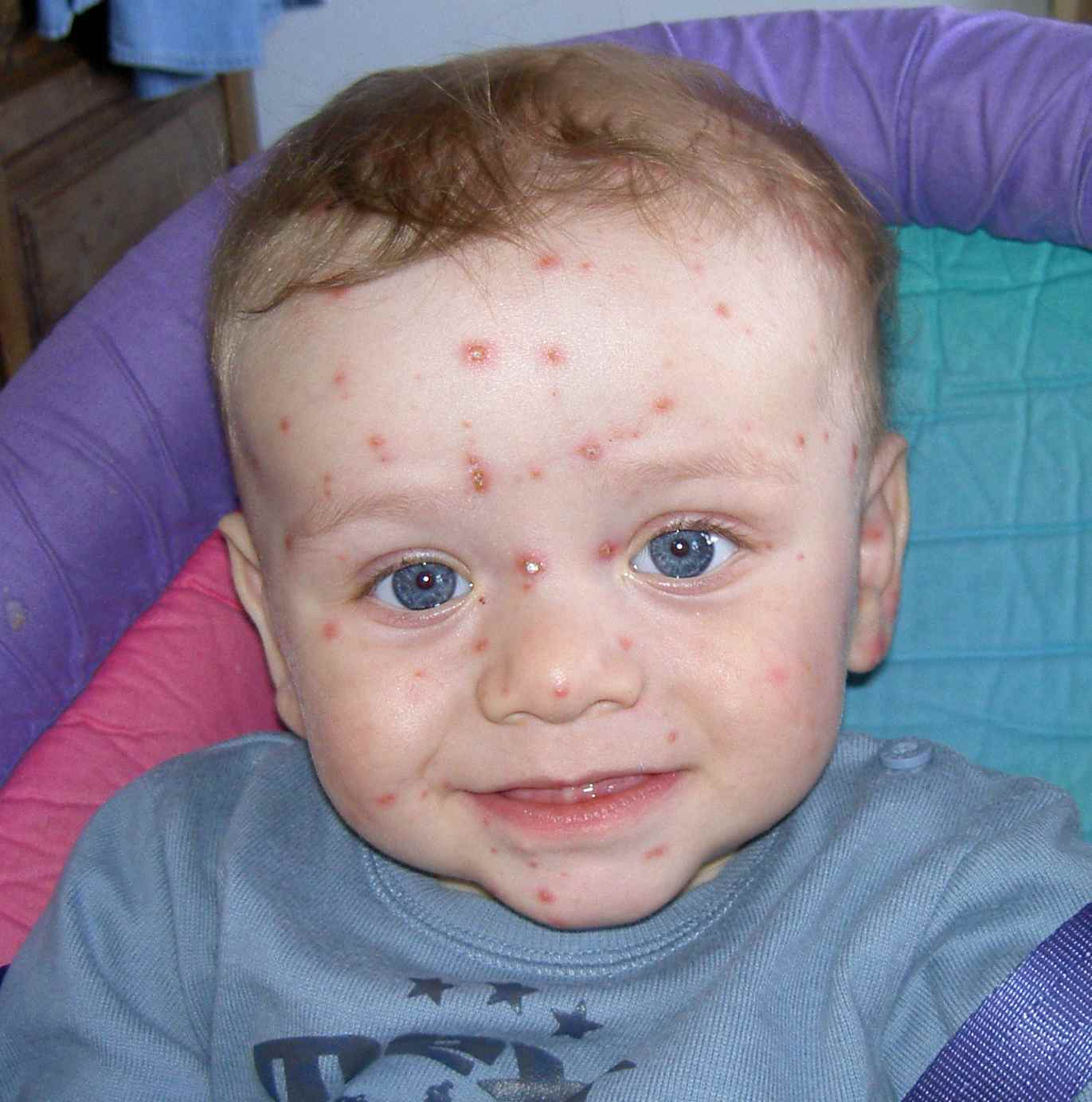
Kind met waterpokken

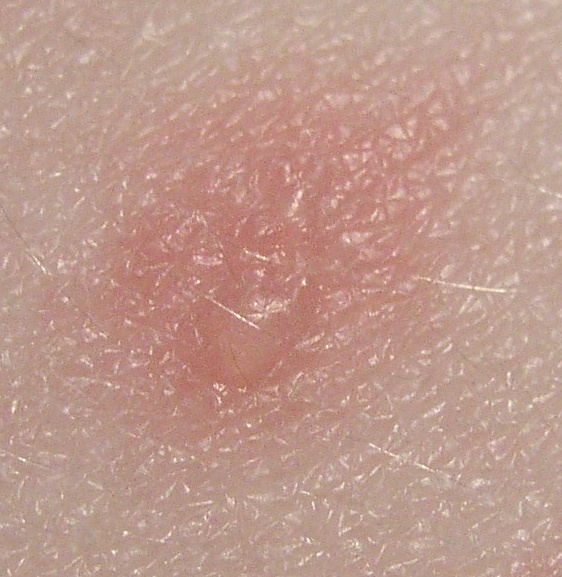
Een waterpok; het blaasje is ca. 1 mm

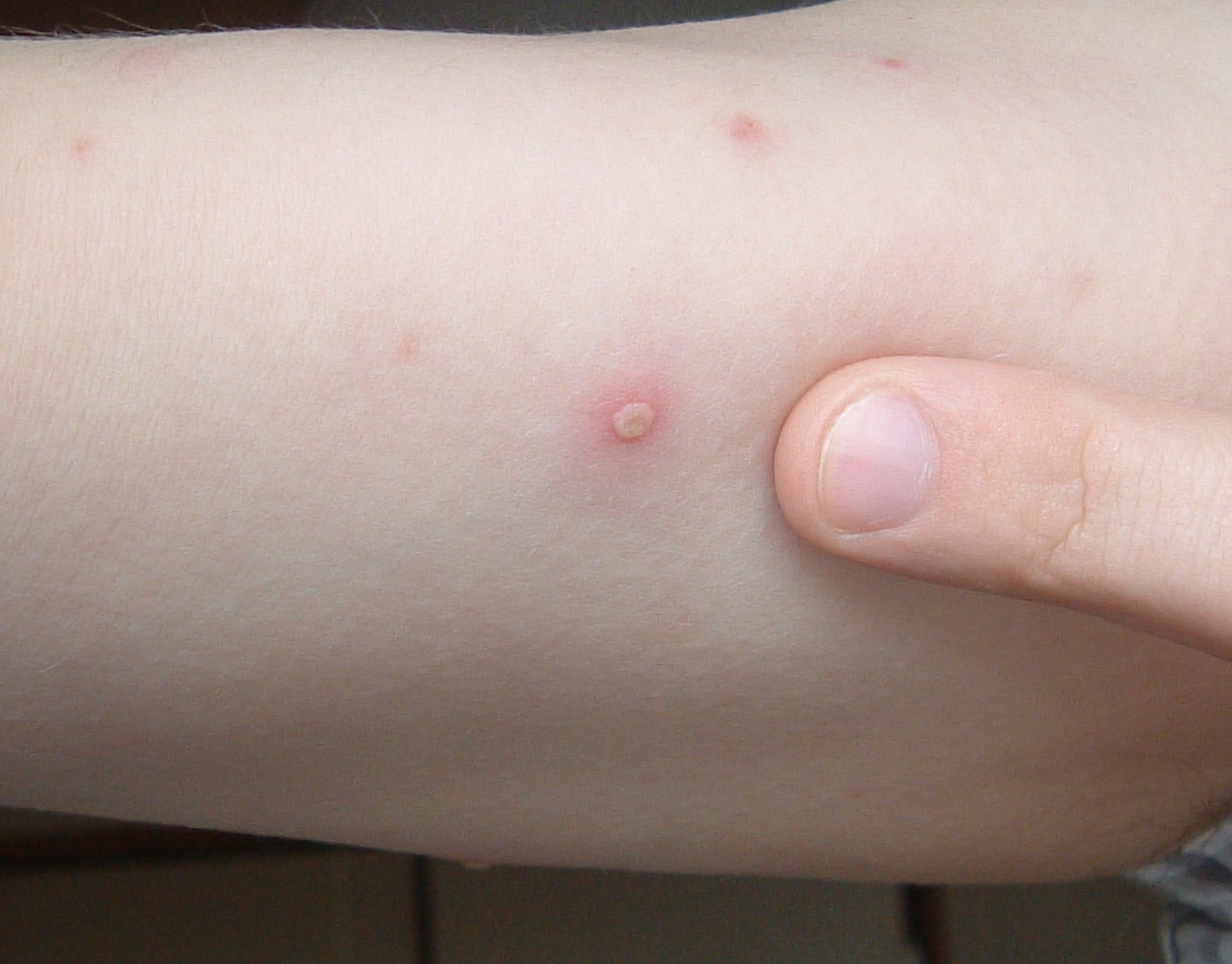
Waterpokken

Waterpokken (varicella) is een infectieziekte die wordt veroorzaakt door het varicellazostervirus. Het is een van de klassieke kinderziekten. Andere benamingen zijn windpokken en wijnpokken.

## Verloop
Deze ziekte ontstaat door besmetting met het virus, meestal door aanhoesten of lichamelijk contact. De incubatietijd is 13 tot 18 dagen (uitersten 10 tot 21 dagen). Na een prodromale fase van wat koorts en op verkoudheid gelijkende verschijnselen die een paar dagen duurt, verschijnen eerst kleine rode vlekjes, die na ongeveer een dag overgaan in kleine met vocht gevulde blaasjes op een rode ondergrond, overal op het lichaam, vaak het eerst in de nek. Kenmerkend zijn de blaasjes op het behaarde hoofd. Het aantal kan variëren van minder dan tien tot honderden. Na ongeveer een week zijn de meeste blaasjes ook weer verdwenen. Soms rest een enkel ondiep putje waar voordien een bultje door een bacterie geïnfecteerd was geraakt, bijvoorbeeld als gevolg van openkrabben. Om de kans op littekens zo klein mogelijk te maken dient krabben zo veel mogelijk vermeden te worden. Bij heel hevige jeuk kan eventueel een antihistaminicum gegeven worden. Menthol-talkpoeder op de waterpokken strooien dient absoluut vermeden te worden daar dit littekenvorming kan geven. Tegenwoordig wordt ook steeds meer gebruikgemaakt van verkoelende crèmes. Om jeuk te verzachten wordt veelal een havermoutbad gegeven. De heling wordt ook bespoedigd door het aanbrengen van uitdrogende middeltjes op de pokken. Bij een ernstig verloop wordt soms aciclovir toegediend.

## Besmetting
De ziekte is erg besmettelijk; in een gematigd klimaat maakt vrijwel iedereen (meer dan 95%) hem voor de twaalfde verjaardag door. In de (sub)tropen is dit maar vijftig procent. Hoewel de meeste mensen de ziekte maar één keer krijgen, treedt deze soms nogmaals op als secundaire infectie, in een lichte vorm of als gordelroos. Gevaarlijk is de ziekte alleen voor mensen met een slecht functionerend immuunsysteem, bijvoorbeeld doordat ze geneesmiddelen tegen afstoting van een niertransplantaat slikken.
Besmetting treedt meestal op via de luchtwegen. Baby's die in hun eerste levensjaar waterpokken doormaken, hebben soms een lichte vorm doordat ze nog antistoffen van hun moeder meedragen. Ze ontwikkelen dan echter zelf een lagere afweer tegen de ziekte en kunnen deze later nog eens krijgen, wederom in het algemeen niet hevig.
Ouders twijfelen vaak of hun kind wel waterpokken heeft. Dit komt doordat niet ieder kind evenveel vlekken en pokken krijgt. Zeker bij een kind met (zeer) weinig pokken is het zelfs voor deskundigen zoals de huisarts lastig om te bevestigen dat het waterpokken heeft.
Patiënten zijn enkele dagen voordat de blaasjes zichtbaar worden al besmettelijk.
Vaccinatie is mogelijk, maar wordt noch in Nederland noch in België routineus gedaan. In Nederland gaan stemmen op om deze vaccinatie in te voeren, mede in de hoop gordelroos en de gevolgen hiervan op latere leeftijd te beperken.
Als een zwangere vrouw voor het eerst in haar leven waterpokken krijgt, is zij, net als alle volwassenen die waterpokken krijgen, veel zieker van de infectie dan jonge kinderen die de infectie doormaken. Daarnaast lijken zwangeren een verhoogd risico te lopen op longontsteking als gevolg van de virusinfectie.
Wanneer de zwangere waterpokken krijgt, is er een kans van 8-12% dat er ook een infectie in de baarmoeder ontstaat. Wanneer deze infectie plaatsvindt tussen de 13e en 20e week van de zwangerschap, bestaat er een risico op het congenitaal varicellasyndroom (CVS). Bij dit syndroom kunnen bij de ongeboren baby afwijkingen aan de armen en benen ontstaan alsmede afwijkingen aan de ogen, huid en het zenuwstelsel. Dit syndroom wordt bij 2% van de baby's van zwangeren met aangetoonde waterpokken in deze periode van de zwangerschap gezien. Een ander risico bestaat bij als de waterpokkenblaasjes 5 dagen vóór tot 2 dagen ná de bevalling verschijnen. Dan is er meestal een neonatale infectie. De baby kan dan met waterpokken geboren worden, wat een groot gevaar met zich meebrengt voor het kind. De kraamafdeling van een ziekenhuis is dus een plek waar personen met waterpokken niet thuishoren. Ook kinderafdelingen van ziekenhuizen weren kinderen met actieve waterpokken liever om besmetting van patiëntjes die ook al een andere ziekte hebben zo veel mogelijk te voorkomen. Verder kunnen mensen met een verzwakt immuunsysteem (hiv, chemotherapie) – ook wanneer ze de ziekte zelf als kind al gehad hebben – beter uit de buurt van waterpokkenlijders blijven.
Het varicellazostervirus dat waterpokken en gordelroos veroorzaakt, behoort tot de herpesvirussen en is familie van de verwekker van de koortslip, het herpes simplexvirus.